# Nya perspektiv
Nya perspektiv är den svenske artisten Ola Magnells andra album, utgivet på LP oktober 1975 och på CD 1990.
Skivan blev till skillnad från föregångaren, debutalbumet Påtalåtar, en succé och sålde guld. Skivan nådde första plats på den svenska albumlistan, där den stannade under två veckor. Låten "Kliff" blev särskilt känd och tog sig in på Svensktoppen, med en fjärdeplats som främsta merit.
Skivans musikaliska uttryck innehöll allt från rock till ballader. Låten "Min nya magister", en kritik mot musikrörelsens dogmatiker, drog åt jazz-hållet, mycket tack vare kompbandet Jazz Doctors. Låten "Kliff" var tänkt som en Elvis Presley-parodi, men Magnell tyckte att den lät mer som Cliff Richard och döpte därför låten till just "Kliff". Texterna kommenterade ofta samtida företeelser och personer, ofta med en satirisk ton. Exempelvis kritiserades Sven Stolpe, Stig Synnergren och Mogens Glistrup. Samtidsskildringen var dock insvept i ett poetiskt språk där Magnell vred på ord och uttryck och inte sällan präglades texterna av ett existentiellt vemod.
Av skivans tio spår är åtta Magnell-kompositioner. Övriga två är översättningar av låtar skrivna på engelska. Den första, "När jag dör", en tolkning av Loudon Wainwright III:s "Unrequited to the Nth Degree" och den andra, "På snespår", en tolkning av Bob Dylans "Lily, Rosemary and the Jack of Hearts". Magnell hade redan på debutalbumet översatt låtar, bland andra Dylans "The Man in Me".
Skivan spelades in i Metronomes studio och producerades av Anders Burman och Thommie Fransson. Tekniker var Janne Hansson, Lasse Holmberg och Rune Persson. Bland de medverkande musikerna fanns Lasse Englund och Per-Erik Hallin.
Nya perspektiv är en av titlarna i boken Tusen svenska klassiker (2009).

## Låtlista
Där inte annat anges är låtarna skrivna av Ola Magnell.

### LP

#### Sida A
1. "Nya perspektiv" – 3:30
2. "Kliff" – 3:16
3. "När jag dör" – 2:05 (Ola Magnell/Loudon Wainwright III "Unrequited to the Nth Degree")
4. "Min nye magister" – 2:22
5. "Lyckan kommer ju en dag" – 3:17
6. "Min häst har blivit sjuk" – 4:42

#### Sida B
1. "Ungmön dansar" – 3:15
2. "Kalabaliken" – 3:18
3. "På snespår" – 6:33 (Ola Magnell/Bob Dylan "Lily, Rosemary and the Jack of Hearts")
4. "Alla håller masken" – 5:00

### CD
1. "Nya perspektiv" – 3:30
2. "Kliff" – 3:16
3. "När jag dör" – 2:05 (Ola Magnell/Loudon Wainwright III "Unrequited to the Nth Degree")
4. "Min nya magister" – 2:22
5. "Lyckan kommer ju en dag" – 3:17
6. "Min häst har blivit sjuk" – 4:42
7. "Ungmön dansar" – 3:15
8. "Kalabaliken" – 3:18
9. "På snespår" – 6:33 (Ola Magnell/Bob Dylan "Lily, Rosemary and the Jack of Heart")
10. "Alla håller masken" – 5:00

## Medverkande (ej komplett)
- Lasse Englund – gitarr
- Per-Erik Hallin – piano
- Björn Linder – gitarr
- Ola Magnell – sång, gitarr
- Christian Paulin – bas
- Peter Sundell – trummor
- Gösta Linderholm - sång

## Listplaceringar
| Lista (1975-1976) | Topplacering |
| ----------------- | ------------ |
| Sverige           | 1            |

### Fotnoter
1. ↑  Aftonbladet, 27 oktober 1975. Läst 16 november 2022.
2. 1 2 3  ”Ola Magnell”. Svensk mediedatabas. http://smdb.kb.se/catalog/search?q=ola+magnell&sort=OLDEST. Läst 23 januari 2013.
3. 1 2 3 4  Gradvall et al (2009), #445
4. 1 2  Listplacering
5. ↑  ”Svensktoppen 1976”. Sveriges Radio. http://sverigesradio.se/diverse/appdata/isidor/files/2023/3474.txt. Läst 23 januari 2013.
6. ↑  ”Nya perspektiv”. Discogs.com. http://www.discogs.com/Ola-Magnell-Nya-Perspektiv/release/1564476. Läst 28 juni 2012.